# 미르파크
미르파크(Mirfak)는 팔꿈치라는 의미로 페르세우스자리에서 가장 밝은 별이다. 옆구리를 뜻하는 알게니브(Algenib)로도 불리었으나 혼란을 막기 위해 2016년 7월에 WGSN에 의해 페르세우스 감마별의 이름으로 변경되었다. 같은 별자리의 알골보다 약간 더 밝다. 바이어 명명법에 따르면 페르세우스자리 알파로 읽는다. 미르파크는 분광형 F의 초거성으로, 태양에서 약 590광년 떨어져 있으며, 페르세우스자리 알파 성단의 일원이다.

## 물리적 특징
미르파크는 노랑-흰색의 초거성으로, 겉보기 등급은 1.79이다. 이 별의 절대 등급은 -4.50으로 태양보다 5,000배 더 밝고 반경은 태양의 62배 정도로 추측된다. 이 별의 스펙트럼은 프로키온과 매우 비슷하지만 실제로는 훨씬 더 밝다.(프로키온은 준거성으로 표면적이 작기 때문이다)
이 별은 페르세우스자리 알파 성단의 중심에 자리잡고 있다. 쌍안경을 이용하면 미르파크 주변의 어두운 별들까지 관찰할 수 있다.
헤르츠스프룽-러셀 도표상에서 미르파크는 세페이드 변광성 근처에 자리잡고 있다. 세페이드 변광성은 표준광원으로써 매우 중요한 역할을 한다.

## 어원 및 문화적 특징
미르파크 또는 알게닙은 아랍어로 전자는 팔꿈치, 후자는 옆구리라는 뜻을 갖고 있다. 알게닙은 페가수스자리 감마별을 부르는 명칭으로도 쓰인다. 하와이 원주민들은 이 별을 히날리라고 부르는데, 하와이 원주민의 민간 전승에 따르면 히날리는 은하수가 창조되었을 때 하늘과 땅이 갈라지기 시작한 지점이라고 한다.